# Bargil Pixner

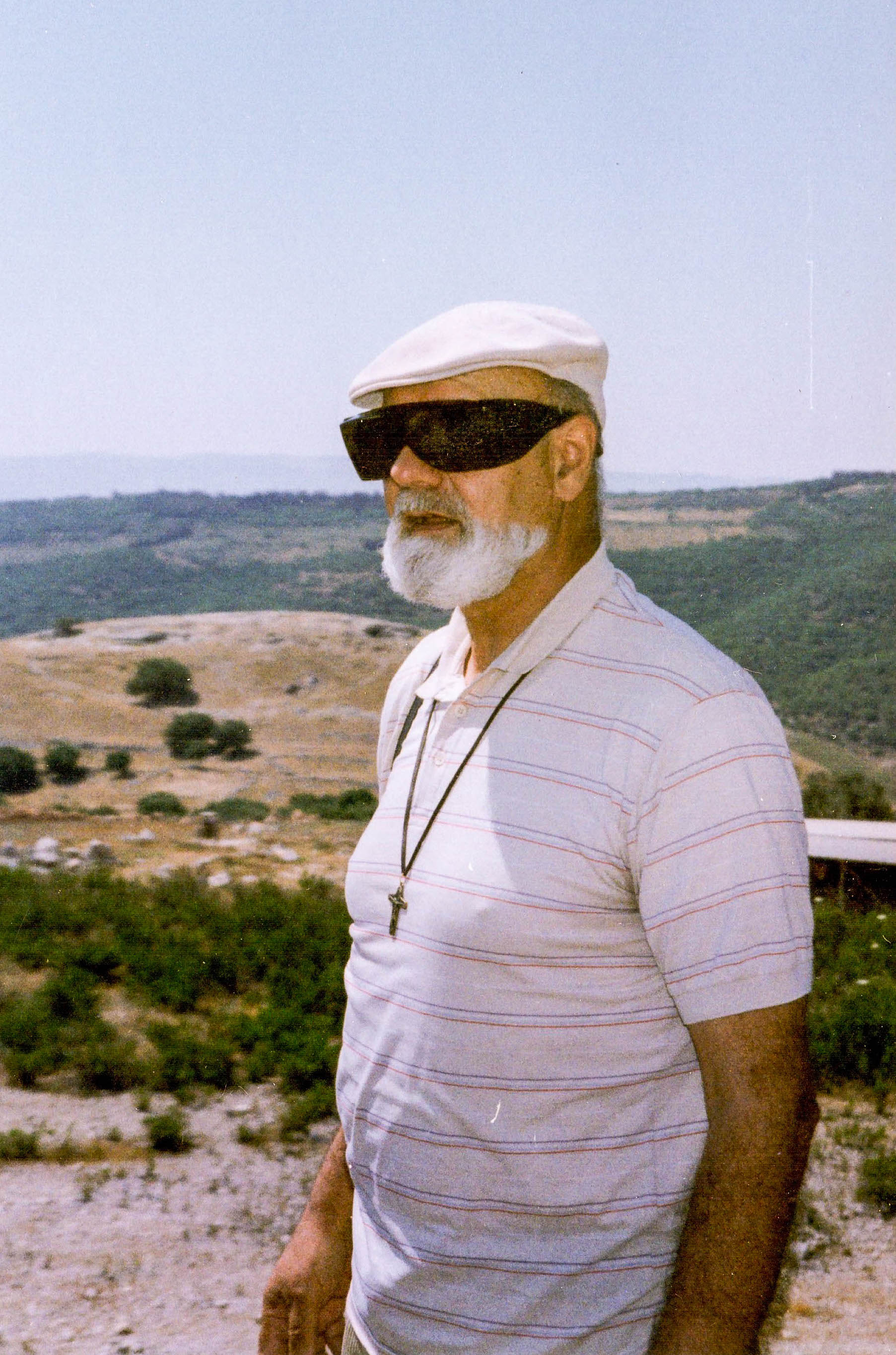
Bargil Pixner, 1994

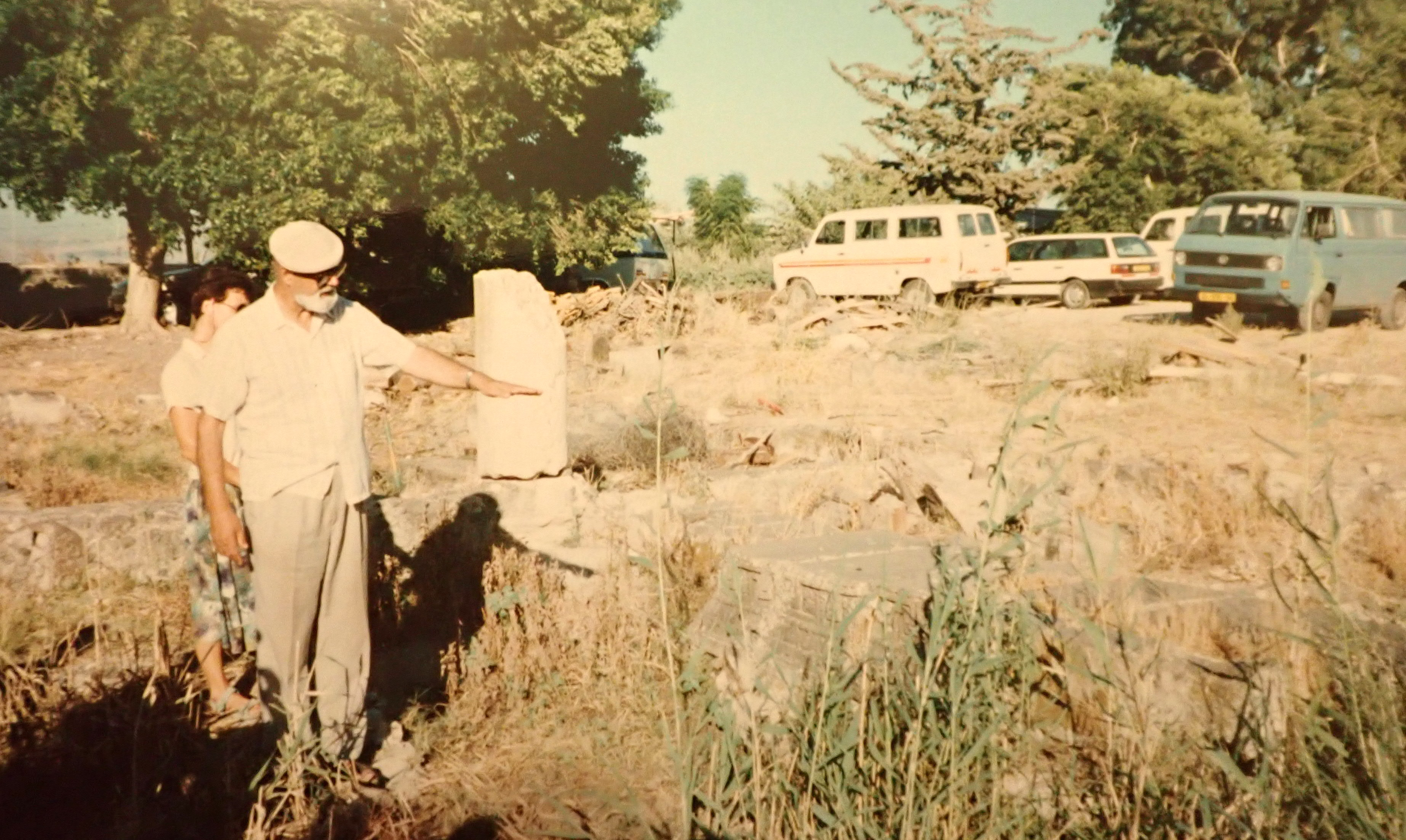
Bargil Pixner erklärt die Ruinen von Magdala, 1994

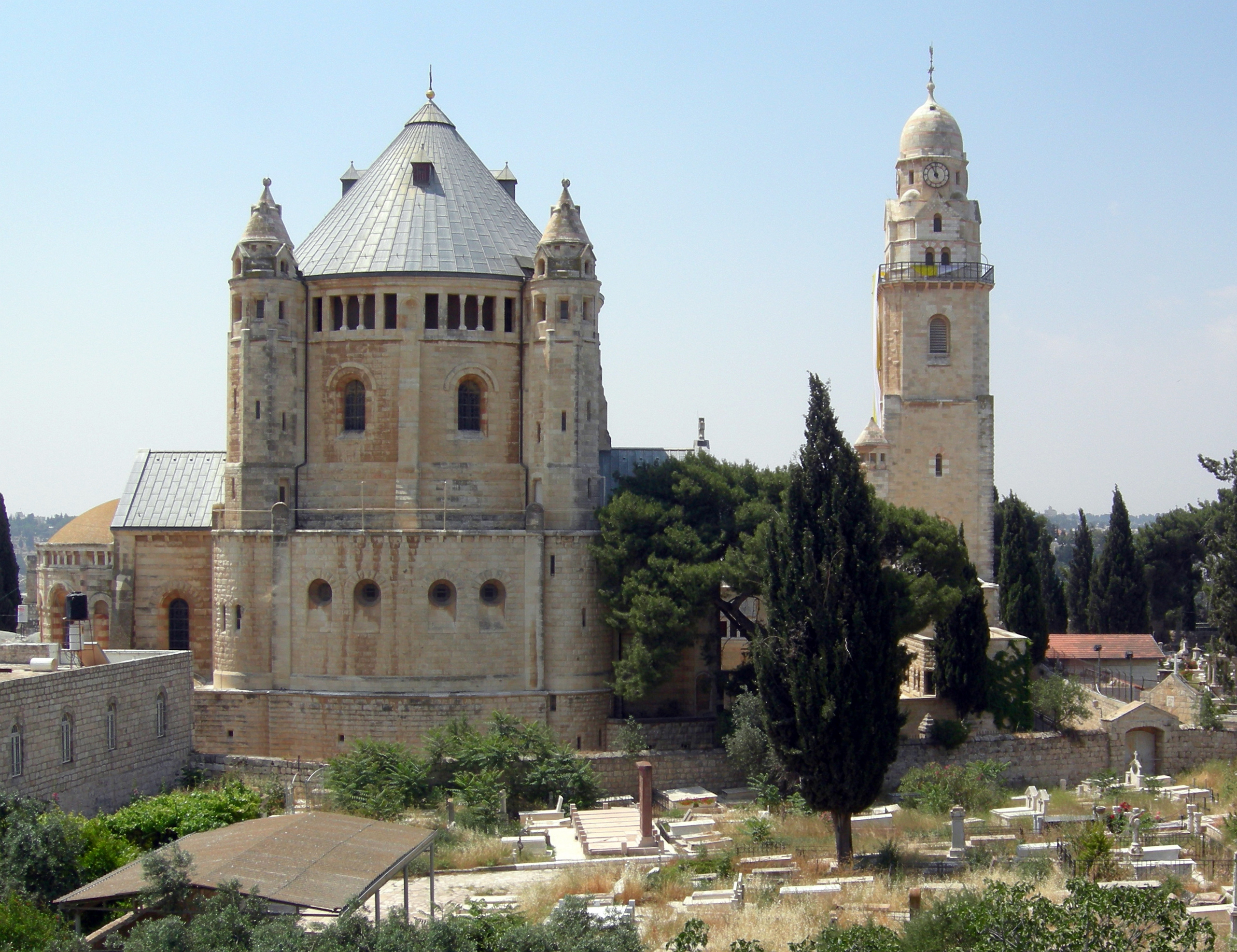
Dormitio-Abtei, wo Pixner zuletzt Prior war.

Bargil Pixner OSB (* 23. März 1921 in Untermais bei Meran als Virgil Pixner; † 5. April 2002 in Jerusalem) war ein Benediktinermönch und  Amateurarchäologe.

## Leben
Bargil wurde als erstes von acht Kindern in der Marktgemeinde Untermais südlich der Passer, geboren. Seine Eltern waren ein Messnerehepaar und tauften ihren Sohn auf den Namen Virgil. Erst später durch die Ungeschicklichkeit eines israelischen Zollbeamten wurde aus Virgil Bargil. Bargil heißt auf aramäisch Sohn der Freude. Er begann 1940 in Brixen Theologie zu studieren und trat 1941 der Missionsgesellschaft vom hl. Joseph von Mill Hill (Mill Hill Fathers) bei, in ihrer Tiroler Niederlassung.
Kurz darauf wurde er als Angehöriger der deutschsprachigen Minderheit in Italien in die Streitkräfte der deutschen Wehrmacht eingezogen und mit seinem Heeresverband an der Ostfront stationiert. Während der Rückzugsgefechte an der Ostfront 1944 verweigerte er den Führereid auf Adolf Hitler, was damals im Normalfall mit dem Tod durch ein Erschießungskommando geahndet wurde. Er konnte jedoch im Laufe des Jahres 1945 nach Schlesien entkommen.
Nach dem Krieg setzte Pixner in Brixen seine Studien fort und wurde dort 1946 zum Priester geweiht. Danach leitete er acht Jahre lang im Auftrag der Mill Hill Fathers das Lepra-Krankenhaus Santa Barbara in Iloilo auf den Philippinen. Später arbeitete er in Frankreich, Italien und den Vereinigten Staaten, deren Staatsbürgerschaft er auch erwarb.
1969 kam er ins Heilige Land und wurde zum Mitbegründer von Newe Schalom, einem Friedensdorf, in dessen Nähe manche Forscher das biblische Emmaus lokalisieren. Dort trat er 1972 in den Orden der Benediktiner über. Er legte seine ewigen Gelübde in der Dormitio-Abtei in Jerusalem im Jahre 1974 ab. Pixner betätigte sich als Führer an den Stätten des Heiligen Landes, wobei Jimmy Carter und Helmut Kohl zu seinen Gästen zählten. Von 1982 bis 1994 war er in Tabgha damit beschäftigt, den Wiederaufbau der Kirche mitzuorganisieren. Er war befreundet mit dem gebürtigen Wiener und jüdischen Religionswissenschaftler David Flusser und zuletzt Prior der Dormitio-Abtei.

## Archäologische Tätigkeit und Hypothesenbildung
Er grub 1977 auf dem Berg Zion in Jerusalem ein Tor aus, das er mit dem bei Flavius Josephus erwähnten Essener-Tor identifizierte. Die Kreuzigung Jesu datierte er auf den 7. April 30. Er vermutete, dass Jesus die Essener kannte und stufte diese Gruppierung als eine ketzerische bilderstürmerische Gnostikergruppe ein, wie sie auch inmitten der Christenheit in regelmäßigen Abständen auftrete. Eine Grabungsstätte im Mündungsgebiet des Jordan am See Genezareth identifizierte er 1985 als Bethsaida. Zahlreiche seiner Identifizierungen biblischer Orte sind umstritten. 
Aus archäologischer Sicht wurde Pixners Grabungskampagne auf dem Zionsberg (1977 bis 1988) kritisiert: Im Mittelpunkt von Pixners Interesse habe Hypothesenbildung durch eigenwillige Interpretation archäologischer Befunde in Kombination mit literarischen Quellen gestanden. Die Grabung sei nur selektiv dokumentiert worden, eine Grabungspublikation sei unterblieben, und nach dem Ende der Kampagne sei ein Teil des Aushubs in die Schnitte gefüllt worden, worauf das Grabungsareal verwahrloste und zum Müllablageplatz wurde.
Gleichwohl charakterisierte der Journalist Paul Badde Pixner als den modernen „Heinrich Schliemann des Zionsbergs.“

## Schriften
- Wege des Messias und Stätten der Urkirche. Brunnen, Gießen 1991, ISBN 978-3-7655-9802-9 (übersetzt von Rainer Riesner).
- Mit Jesus durch Galiläa nach dem fünften Evangelium, Corazin Publishing, 1992, ISBN 978-9654340007.
- Mit Jesus In Jerusalem: Seine ersten und letzten Tage in Judäa, Corazin Publishing, 1996, ISBN 978-9654340007.